# Любомирскииды
Любомирскииды, или байка́льские гу́бки (лат. Lubomirskiidae) — семейство губок из отряда Spongillida эндемичное для озера Байкал.

## Описание
Имеют корковую, подушковидных и ветвистую форму тела. Субдермальные полости, оскулярные трубки и геммулы отсутствуют. По сравнению с бадягами имеют более прочный скелет, который образует правильную решётку. Концы спикул покрыты спонгином.

## Биология
Обитают на камнях в литоральной, сублиторальной и абиссальной зоне. Некоторые виды, например Baikalospongia intermedia, отмечаются на глубинах до 430 м. Развитие партеногенетическое. Яйцеклетки и зародыши развиваются внутри особых скоплений клеток — соритов, из которых затем формируются личинки.

## Классификация
Описаны в 1895 году Вильгельмом Велтером в ранге подсемейства как Lubomirskinae. Объединяет 14 видов из 4 родов.
- Baikalospongia Annandale, 1914
- Lubomirskia Dybowsky, 1880
- Rezinkovia Efremova, 2004
- Swartschewskia Makuschok, 1927

## Генетика
В кариотипе 9 пар хромосом.

## Палеонтология и эволюция
В ископаемом состоянии губки этого семейства найдены в отложениях возрастом 10 миллионов лет. По данным анализа генома дивергенция Lubomirskiidae произошла около 25-30 млн лет назад.